# Cá ngựa đen
Hippocampus kuda là một loài cá ngựa trong họ Syngnathidae. 
Cá ngựa đen sinh sống ở vùng nước nông ven biển trên khắp các đại dương Ấn Độ Dương-Thái Bình Dương. Cá ngựa hoang sống chủ yếu trong các rạn san hô, và cửa sông cạn. Chúng sử dụng đuôi để neo mình vào nhánh san hô. 